# Walter Lechner senior

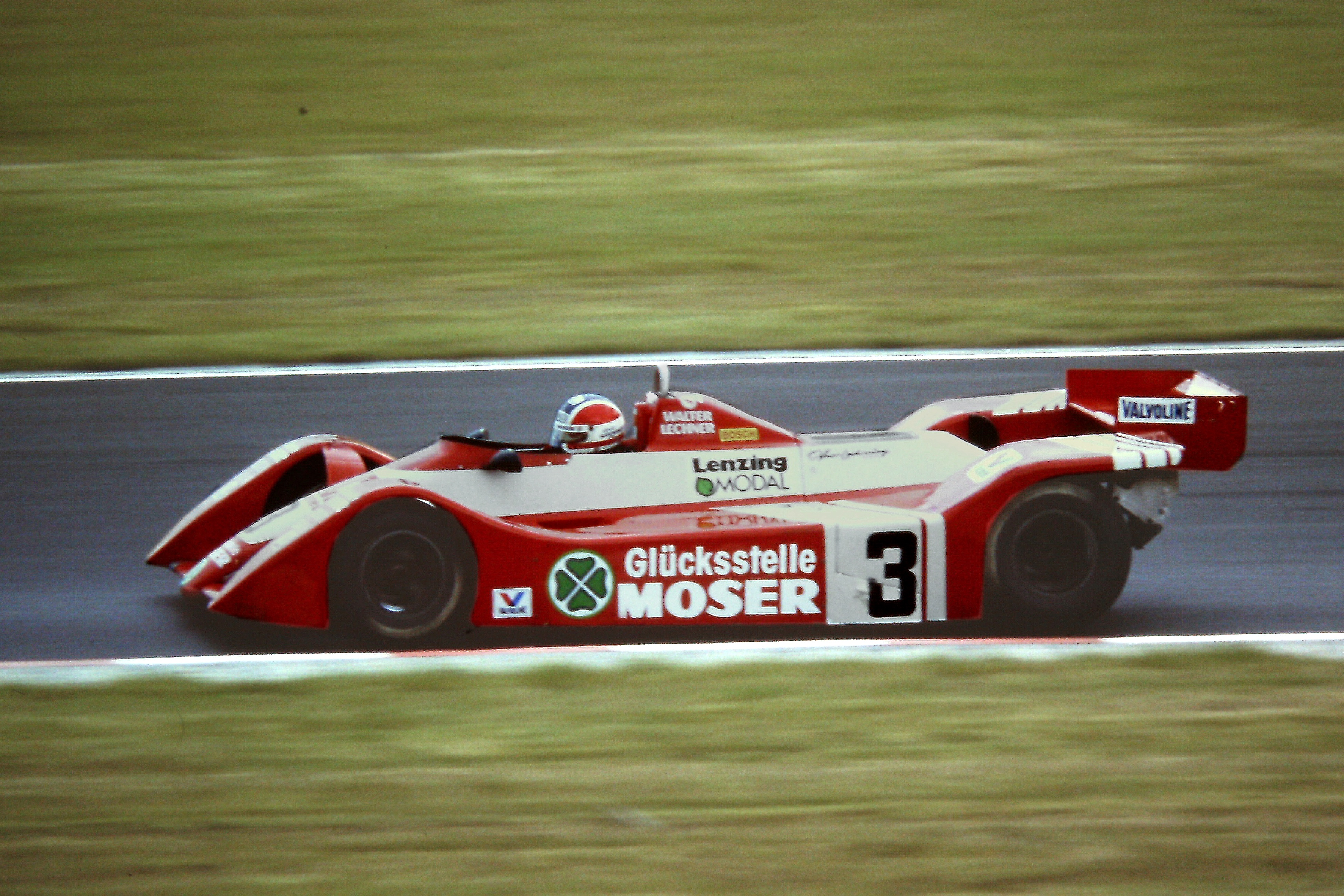
Walter Lechner 1985 im March 821 auf dem Nürburgring

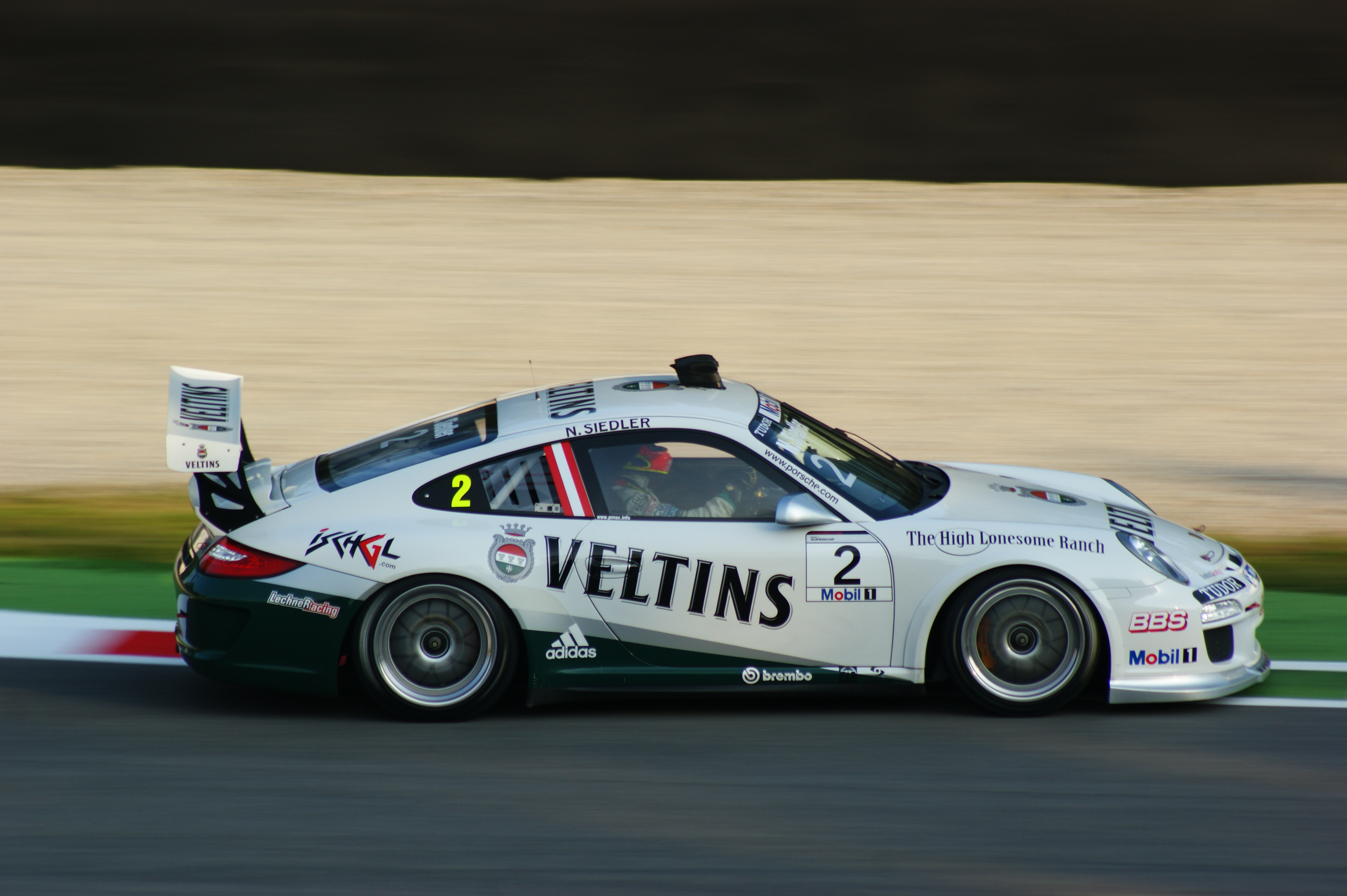
Norbert Siedler im Lechner-Racing-Porsche 997 GT3 Cup 2011 in Monza

Walter Lechner senior (* 4. August 1949 in St. Pölten ; † 8. Dezember 2020) war ein österreichischer Unternehmer, Motorsportteamchef und Automobilrennfahrer. Er war der Vater der beiden Rennfahrer Robert Lechner und Walter Lechner junior.

## Karriere
Walter Lechner wuchs in Wien auf, wo er nach dem Schulabschluss im Hotel Sacher eine Ausbildung absolvierte. Im Anschluss an diese Zeit zog er ins Salzburger Land und übernahm er die Diskothek „Alpenland“ in Faistenau, in der er selbst als Musiker und als Discjockey arbeitete.
Seine Rennfahrerkarriere begann 1978 im Formelsport. 1978 und 1979 startete er mit Rennwagen von March und Ralt in der Europäischen Formel-3-Meisterschaft und im Deutschen Formel-3-Cup. 1979 erreichte er im Deutschen Formel-3-Cup den dritten Platz und zugleich sein bestes Saisonergebnis in dieser Rennserie. 1980 wechselte er in die deutsche Formel Ford 1600 und beendete diese mit den sechsten Rang. Parallel fuhr er im VW Castrol Europa Pokal.
Nach einer einjährigen Unterbrechung ging er wieder 1982 im Deutschen Formel-3-Cup und im VW Castrol Europa Pokal, den er gewinnen konnte, an den Start. Im selben Jahr stieg er in die Interserie ein und  fuhr für das Team Weigel-Renntechnik in der 2. Division einen March 802 Can-Am. In der folgenden Saison pilotierte er einen Mach 821 Can-Am des EMCO Sports Team in der 1. Division der Interserie und konnte sich den Meistertitel 1983 sichern. Für das Team Kannacher GT Racing fuhr er beim 1000-km-Rennen von Spa-Francorchamps 1983 sein erstes Rennen in der Sportwagen-Weltmeisterschaft, das er jedoch mit einem technischen Problem beim URD C83 vorzeitig beenden musste. Ebenfalls fuhr er 1983 mit einem Ralt RT3 in der Europäischen Formel-3-Meisterschaft.
Im folgenden Jahr startete er nur in einzelnen Rennen der Formel 3 und in der Interserie und konzentrierte sich auf die Rennen der CanAm, wo er mit einem Williams FW07 C Can-Am beim Lime Rock-Rennen mit einem dritten Platz seine beste Platzierung erreichte. Am Ende der Saison wurde er Achter in der Gesamtwertung.
1985 startete er mit seinem Team Walter Lechner Racing School in der 1. Division der Interserie und belegte am Saisonende den sechsten Platz. Da sich in dem Jahr der Rennkalender der Deutschen Rennsport-Meisterschaft (DRM) bis auf das 200-Meilen-Rennen von Nürnberg aus einigen Läufen der Interserie zusammensetzte, erlangte er so den dritten Platz in der DRM-Saisonwertung. Für Gebhardt Motorsport startete er in drei Rennen der Sportwagen-Weltmeisterschaft. Beim 1000-km-Rennen von Monza erreichte er mit Frank Jelinski und Günther Gebhardt den 13. Platz. In den anderen beiden Langstreckenrennen von Hockenheim und Selangor fiel der Rennwagen Gebhardt JC853 mit einem Defekt aus.
1986 setzte Lechner in den ersten Rennen der Interserie zunächst einen March 821 und später einen Porsche 956 ein. In dem Jahr nahm er beim 1000-km-Rennen auf dem Nürburgring nur an einem Rennen der Sportwagen-Weltmeisterschaft teil. Das Rennen beendeten er und Ernst Franzmaier auf einem Gebhardt JC853 mit dem sechsten Platz. In der folgenden Saison fuhr er mit einem Porsche 962 C in der 1. Division der Interserie und gewann dort seinen zweiten Meistertitel. In der Sportwagen-Weltmeisterschaft startete er mit seinem Team in zwei Rennen – beim 500-km-Rennen von Kyalami wurde er Fünfter in der Gesamtwertung. Parallel bestritt er mit einem Porsche 962 C einige Rennen im Supercup und ein Rennen mit einem BMW M3 in der Tourenwagen-Europameisterschaft.
1988 startete er abermals in der Interserie, der Sportwagen-Weltmeisterschaft und dem Supercup. In dem Jahr trat er erstmals beim 24-Stunden-Rennen von Le Mans an. Das Rennen musste er mit seinen Fahrerkollegen Franz Hunkeler und Manuel Reuter wegen eines Unfalls vorzeitig beenden. In der Folgesaison gewann Lechner mit einem Porsche 962 C zum dritten Mal den Meistertitel der Interserie. In der letzten ausgetragenen Saison des Supercups belegte er 1989 den dritten Platz der Endwertung. In Le Mans trat er 1989 zum zweiten und letzten Mal zum 24-Stunden-Rennen an – schied jedoch wegen eines Reifenschadens aus.
1990 wurde er mit dem Porsche 962 C Zweiter in der 1. Division der Interserie. In der nächsten Saison wechselte er auf den zusammen mit Reynard Motorsport entwickelten Rennwagen Lechner Spyder SC91, den er bis 1994 in der 1. Division der Interserie einsetzte. Parallel startete er von 1992 bis 1996 mit einem Lola Horag in der 2. Division der Interserie und wurde mit dem Wagen 1992 Vizemeister und 1994 Meister.
1995 gewann Walter Lechner in der Österreichischen Tourenwagen-Meisterschaft seinen letzten Meistertitel. 1996 beendete er seine aktive Rennfahrer-Karriere und konzentrierte sich auf die Leitung seines Rennteams Lechner Racing. Mit seinem Team gewann er 2005, 2010 bis 2012 in Folge die Fahrer- und Teamwertung des Porsche Supercups. Seit 2009 organisierte er für Porsche die Porsche GT3 Challenge Middle East.
Walter Lechner fuhr 2008 und 2010 nochmals einige Rennen der 24H Series, bei der er 2008 mit einem Porsche 911 GT3 RSR (Typ 997) den 15. Platz erreichte. 2013 und 2015 ging er mit einem Mercedes SLS AMG GT3 bei einigen Rennen der International GT Open an den Start.
Walter Lechner starb im Alter von 71 Jahren an einer Krebserkrankung. Er wurde in Faistenau bestattet, wo er seit den 1970er-Jahren seinen Wohnsitz hatte.

## Statistik

### Le-Mans-Ergebnisse
| Jahr | Team            | Fahrzeug     | Teamkollege         | Teamkollege    | Platzierung | Ausfallgrund  |
| ---- | --------------- | ------------ | ------------------- | -------------- | ----------- | ------------- |
| 1988 | Brun Motorsport | Porsche 962C | Manuel Reuter       | Franz Hunkeler | Ausfall     | Unfall        |
| 1989 | Brun Motorsport | Porsche 962C | Roland Ratzenberger | Maurizio Sala  | Ausfall     | Reifenschaden |

### Einzelergebnisse in der Sportwagen-Weltmeisterschaft
| Saison | Team                           | Rennwagen                     | 1   | 2   | 3   | 4   | 5   | 6   | 7   | 8   | 9   | 10  | 11  |
| ------ | ------------------------------ | ----------------------------- | --- | --- | --- | --- | --- | --- | --- | --- | --- | --- | --- |
| 1983   | Kannacher GT                   | URD C83                       | MON | SIL | NÜR | LEM | SPA | FUJ | KYA |     |     |     |     |
| 1983   | Kannacher GT                   | URD C83                       |     | DNF |     |     |     |     |     |     |     |     |     |
| 1985   | Gebhardt Motorsport            | Gebhardt JC842 Gebhardt JC843 | MUG | MON | SIL | LEM | HOK | MOS | SPA | BRH | FUJ | SEL |     |
| 1985   | Gebhardt Motorsport            | Gebhardt JC842 Gebhardt JC843 |     | 13  |     |     | DNF |     |     |     |     | DNF |     |
| 1986   | Gebhardt Motorsport            | Gebhardt JC853                | MON | SIL | LEM | NÜN | BRH | JER | NÜR | SPA | FUJ |     |     |
| 1986   | Gebhardt Motorsport            | Gebhardt JC853                |     |     |     | 6   |     |     |     |     |     |     |     |
| 1987   | Günther Gebhardt               | Gebhardt JC873                | JAR | JER | MON | SIL | LEM | NÜN | BRH | NÜR | SPA | FUJ |     |
| 1987   | Günther Gebhardt               | Gebhardt JC873                |     |     |     |     |     | DNF |     |     |     |     |     |
| 1988   | Brun Motorsport Lechner Racing | Porsche 962                   | JER | JAR | MON | SIL | LEM | BRÜ | BRH | NÜR | SPA | FUJ | SAN |
| 1988   | Brun Motorsport Lechner Racing | Porsche 962                   |     |     |     |     | DNF |     |     |     | DNF |     |     |
| 1989   | Team Salamin Brun Motorsport   | Porsche 962                   | SUZ | DIJ | JAR | BRH | NÜR | DON | SPA | MEX |     |     |     |
| 1989   | Team Salamin Brun Motorsport   | Porsche 962                   |     | 12  |     | 9   |     |     |     |     |     |     |     |